# Zhang Zuoxiang
Zhang Zuoxiang,(张作相) (1881 - 7 de mayo de 1949) fue un importante miembro de la Camarilla de Fengtian.

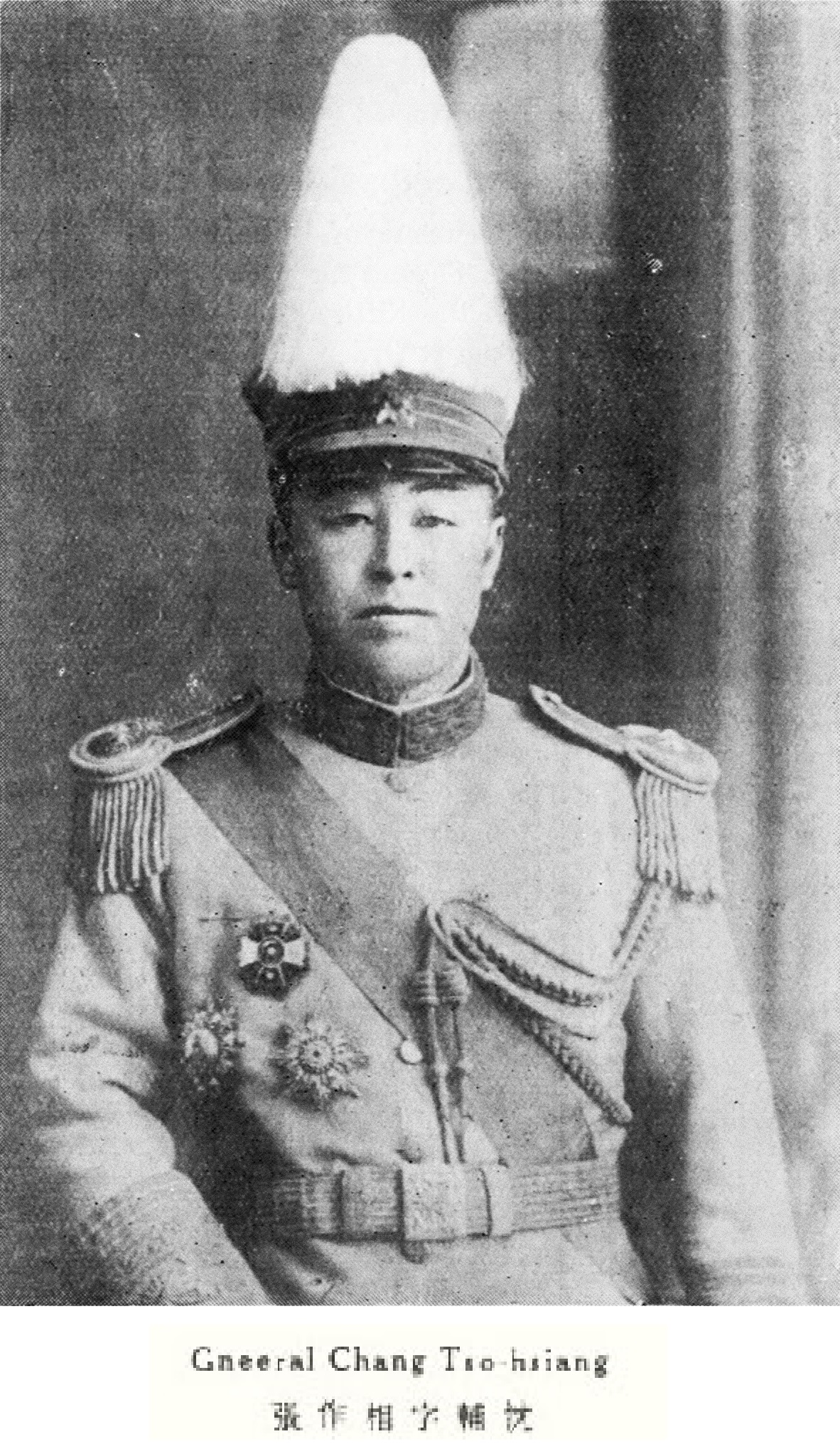
Zhang Zuoxiang

## Biografía
Zhang Zuoxiang nació en 1881, en Jinzhou, Fengtian occidental (actualmente parte de Liaoning), China. Como leal seguidor de Zhang Zuolin, fue nombrado comandante del 27.º Regimiento, de la 27.ª División, de la Fuerza de Defensa de Fengtian entre 1911 y 1916, cuando Zhang Zuolin tomó control de Fengtian. 
Ascendió a través de los rangos del nuevo Ejército de Fengtian, fungiendo como comandante de una brigada (1916–1919), comandante sustituto de la 27.ª División (1919, 1920) y comandante de la guarnición de Fengtian (1919). Entre 1920 y 1922, fue oficial del Estado Mayor del Gobernador Militar de Fengtian, Zhang Zuolin. 
Pronto, le fueron asignados cargo significativos dentro del Ejército del Este en 1922 y el 3.er Destacamento del Ejército de Zhenwei entre 1922 y 1924.
En abril de 1924, fue premiado con el cargo de Gobernador Militar de la Provincia de Jilin, que conservó hasta diciembre de 1928. También fue gobernador civil de dicha provincia en esa misma época, excepto durante el período entre diciembre de 1924 y junio de 1927.
Zhang ascendió a General del 4.º Ejército, perteneciente al Ejército de Zhenwei entre 1924 y 1925 y General del Ejército del Ferrocarril de las Provincias Nororientales entre 1925 y 1926. Hacia 1928, ya era Segundo General en Jefe del Comando de Defensa de la Frontera Nororiental. Se convirtió en el presidente del Gobierno Provincial de Jilin y supervisó la reorganización del Ejército Provincial de Jilin.
En 1931, tras la Invasión japonesa de Manchuria, fue obligado a retirarse hacia Jinzhou, donde se convirtió en el General en Jefe de los restos de las tropas de Fengtian del Comando de Defensa de la Frontera Nororiental. Tras su derrota, se convirtió en miembro de la rama de Beijing, del Consejo Militar Nacional, en 1933. 
Fue el comandante del 6.º Grupo de Ejército (2nd Northern China Army Group) durante la Batalla de Rehe. Luego de esa derrota, decidió renunciar. En 1936, fue nuevamente nombrado miembro del Consejo Militar Nacional y del Buró Político del Cuartel General del Frente Nororiental, pero pronto fue destituido debido a sus vínculos con Zhang Xueliang, luego del Incidente de Xi'an.
Durante la guerra civil china, en 1947, fue retirado y se convirtió en miembro de la Junta de Asuntos Gubernamentales, en la sede de Northeastern Field, convirtiéndose en su subdirector en 1948. Ese mismo año, se convirtió en Segundo Comandante del Cuartel General Nororiental para la Supresión de Bandidos, pero fue capturado por el Ejército Popular de Liberación. Falleció el 7 de mayo de 1949, en Tianjin.